# 毛儿盖镇
毛儿盖镇，原为上八寨乡，是中华人民共和国四川省阿坝藏族羌族自治州松潘县下辖的一个乡镇级行政单位。2019年12月，撤销草原乡，将其所属行政区域划归毛儿盖镇管辖。

## 行政区划
毛儿盖镇下辖以下地区：
索花村、阿藏村、克藏村和阿俄村。